# Provincia di Larecaja
La provincia di Larecaja è una delle 20 province del dipartimento di La Paz nella Bolivia occidentale. Il capoluogo è la città di Sorata.
Al censimento del 2001 possedeva una popolazione di 68.026 abitanti.

## Geografia antropica

### Suddivisioni amministrative
La provincia è suddivisa in 8 comuni:
- Combaya
- Guanay
- Mapiri
- Quiabaya
- Sorata
- Tacacoma
- Teoponte
- Tipuani